# 木衛七十一
木衛七十一（又名Ersa /ˈɜːrsə/，临时名称S/2018 J 1）是环绕木星运行的一颗卫星。斯科特·谢泼德和他的團隊於2017年發現了木衛七十一，但直到2018年7月17日才在小行星中心的小行星電子通告上公佈這一發現。它的直徑約為3（2英里），以約11,483,000（7,135,000英里）的半長軸运行，軌道傾角約為36.61°。木衛七十一屬於希馬利亞群。